# La Coulonche
La Coulonche é uma comuna francesa na região administrativa da Normandia, no departamento Orne. Estende-se por uma área de 14,56 km². Em 2010 a comuna tinha 501 habitantes (densidade: 34,4 hab./km²).